# Antoine-Elisée Cherbuliez
Pour les articles homonymes, voir Antoine-Élisée Cherbuliez (homonymie).
 (2021).
Antoine-Élisée Cherbuliez (1797 à Genève en République de Genève - 1869 à Zurich en Suisse) est un théoricien suisse du libéralisme économique et de la philosophie politique.

## Biographie
« Ma mission est d’influer sur le monde » confiait Antoine-Élisée Cherbuliez en 1844. Le moins que l’on puisse dire, c’est qu’il n’a pas réussi dans son ouvrage. Malgré quelques réflexions entreprises sur son œuvre économique, on constate une quasi-absence de travaux sur son œuvre politique. Alors que ses compatriotes Benjamin Constant et Sismondi ont retenu l’attention des historiens contemporains, Cherbuliez est demeuré dans l’ombre. Il est vrai que ses réflexions furent formulées de façon éparse, dans des revues, brochures ou discours écrits sous le feu des évènements. Il n’a jamais écrit un traité synthétique de philosophie politique prononçant un système.
Universitaire solitaire et ombrageux, il n’a pas suscité la formation d’une école dans son sillage. Sa propension à la mégalomanie n’avait rien pour séduire d’éventuelles jeunes pousses. Celui qui fustigeait « les écrivailleurs parisiens » ou les « arguments d’arrières-boutiques » des économistes allemands devient à la fin de sa vie un opposant solitaire et torturé, avant de tomber dans les oubliettes de l’histoire. Seuls quelques jeunes universitaires talentueux l’ont sporadiquement exhumé…
Pourtant, Cherbuliez avait tout pour passer à la postérité. Professeur de droit public à l'Académie de Genève et titulaire de nombreuses distinctions académiques, il eut l’honneur de se voir consacrer un chapitre entier de l’Histoire des doctrines économiques de Marx. Son existence ne fut d’ailleurs pas foncièrement malheureuse. Né en 1797 à Genève d’une famille bourgeoise, il connait une jeunesse favorable sur le plan sentimental et intellectuel. Successivement étudiant au lycée Calvin de Genève, à l’École Polytechnique de Paris puis à la Faculté de théologie à Genève. Il interrompt brutalement ses études en 1819 pour partir en Allemagne où il s’essaie sans succès à la poésie et à l’écriture de romans. Il devient alors précepteur avant de regagner Genève en 1823. Il s’inscrit alors à la faculté de droit et achève ses études par une thèse de doctorat intitulée Dissertation sur les causes du droit positif.
Son ascension est alors très rapide. Il fonde et dirige un journal défendant la philosophie utilitariste (1829). Il est nommé en 1835 à la chaire de droit public et d’économie politique avant d’écrire deux ouvrages reconnus à l’époque : Théorie des garanties constitutionnelles en 1838 et Riche ou pauvre en 1840. Marqué par la révolution genevoise de 1841, il rejoint les rangs des conservateurs. Il est élu à l’Assemblée constituante en 1842 où il exprime son hostilité à la mise en place de la démocratie moderne, attitude qu’il expose dans son ouvrage De la démocratie en Suisse. En 1844 il publie à la librairie de l'école Sociétaire un ouvrage de 490 pages sur Fourier, son école et son système reproduites et réfutées par un ministre du Saint Évangile qui a pour titre Socialisme trois leçons du Professeur E. Cherbuliez. 
Quittant la vie politique en 1848, il rejoint Paris où il assiste avec effroi à la révolution. De plus en plus seul, il regagne la Suisse cinq ans plus tard où il publie jusqu’à sa mort toute une série d’ouvrages et d’articles sur l’économie politique et la question sociale. Le plus connu est sans doute Étude sur les causes de la misère, tant morale que physique et sur les moyens d’y porter remède en 1853. Il développe au gré de ses articles une théorie de la valeur considérée par ses contemporains comme une des meilleures reformulations de la doctrine classique. Il décède en 1869. 
La Bibliothèque Nationale de France mentionne 22 références.